# Alonso Meléndez de Guzmán

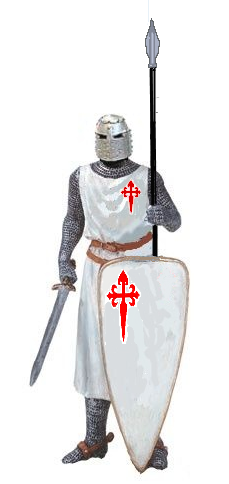
Representación de un caballero de la Orden de Santiago.

Alonso Meléndez de Guzmán (f. 14 de septiembre de 1342) fue un noble leonés que ejerció como  maestre de la Orden de Santiago entre los años 1338 y 1342. 

## Orígenes familiares
Fue hijo de Pedro Núñez de Guzmán y de Juana Ponce de León. Por parte paterna fueron sus abuelos Álvar Pérez de Guzmán y su esposa, María Girón. Por parte materna fueron sus abuelos Fernán Pérez Ponce de León, señor de la Puebla de Asturias y Adelantado mayor de la frontera de Andalucía, y su esposa, Urraca Gutiérrez de Meneses. Fue hermano de Leonor de Guzmán, amante de Alfonso XI y madre de Enrique II de Castilla.

## Biografía
La primera vez que aparece en la documentación y fuentes fue en 1332 cuando, coincidiendo con la coronación del rey Alfonso XI, fue investido junto con otros ricoshombres, caballero de la Orden de la Banda. En agosto de 1338 fue nombrado por intervención personal del rey Alfonso XI de Castilla con el fin de retener el cargo para su hijo bastardo, el infante Fadrique Alfonso de Castilla, hijo de Leonor de Guzmán y sobrino por tanto de Alonso. Se aprovechó para ello de la muerte de Vasco Rodríguez de Cornado, Maestre entre 1327 y 1338, anulando el intento legal de los electores, los «13 frailes» de la orden de nombrar a Vasco López, que hasta entonces había sido comendador mayor de Castilla. El maestrazgo de este último no duro mucho tiempo. El anterior maestre, Vasco Rodríguez de Cornado, había fallecido a mediados de julio de 1338 y ya para el 16 de agosto, Alonso ya firmaba el fuero de  Villanueva de Alcardete (Toledo) como maestre de la orden.
La intromisión del rey en las reglas sucesorias de la Orden provocó grandes disputas, ya que lo legal era que los maestres fueran elegidos entre «freyres» con voto de castidad, con consentimiento y nombramiento posterior por el Papa. Los comentarios de éste sobre Alonso y sobre todo sobre Leonor le hicieron enemigo del rey. 
Durante los cuatro años que duró su maestrazgo, se dedicó a luchar contra los moros. Tuvo una participación destacada en la batalla del Salado y luchó al lado del rey en el asedio de la plaza de Algeciras, donde falleció al inicio de las operaciones, por la enfermedad que padecía desde hacía tiempo. Su muerte, el 14 de septiembre de 1342, supuso una gran adversidad para el monarca que urgió a «los Trece» la designación de un nuevo maestre. Por deseo expreso del rey, le sucedió en el cargo su hijo bastardo, el infante Fadrique Alfonso (sobrino del fallecido). Al contar con solo nueve años de edad, su nombramiento requirió la dispensa papal, que fue concedida sin contratiempo por Clemente VI.
El maestre Alonso recibió sepultura en el monasterio de San Clemente en la ciudad de Sevilla. Había casado con María de la Cerda, señora de Villafranca de Valcárcel, de quien no hubo descendencia.

## Vida personal
Fue hermano de Leonor de Guzmán, la amante de Alfonso XI de Castilla), y tataranieto del rey Alfonso IX de León.

| Predecesor: Vasco López | Maestre de la Orden de Santiago 1338 - 1342 | Sucesor: Fadrique Alfonso de Castilla |